# 迪士尼探索家度假酒店

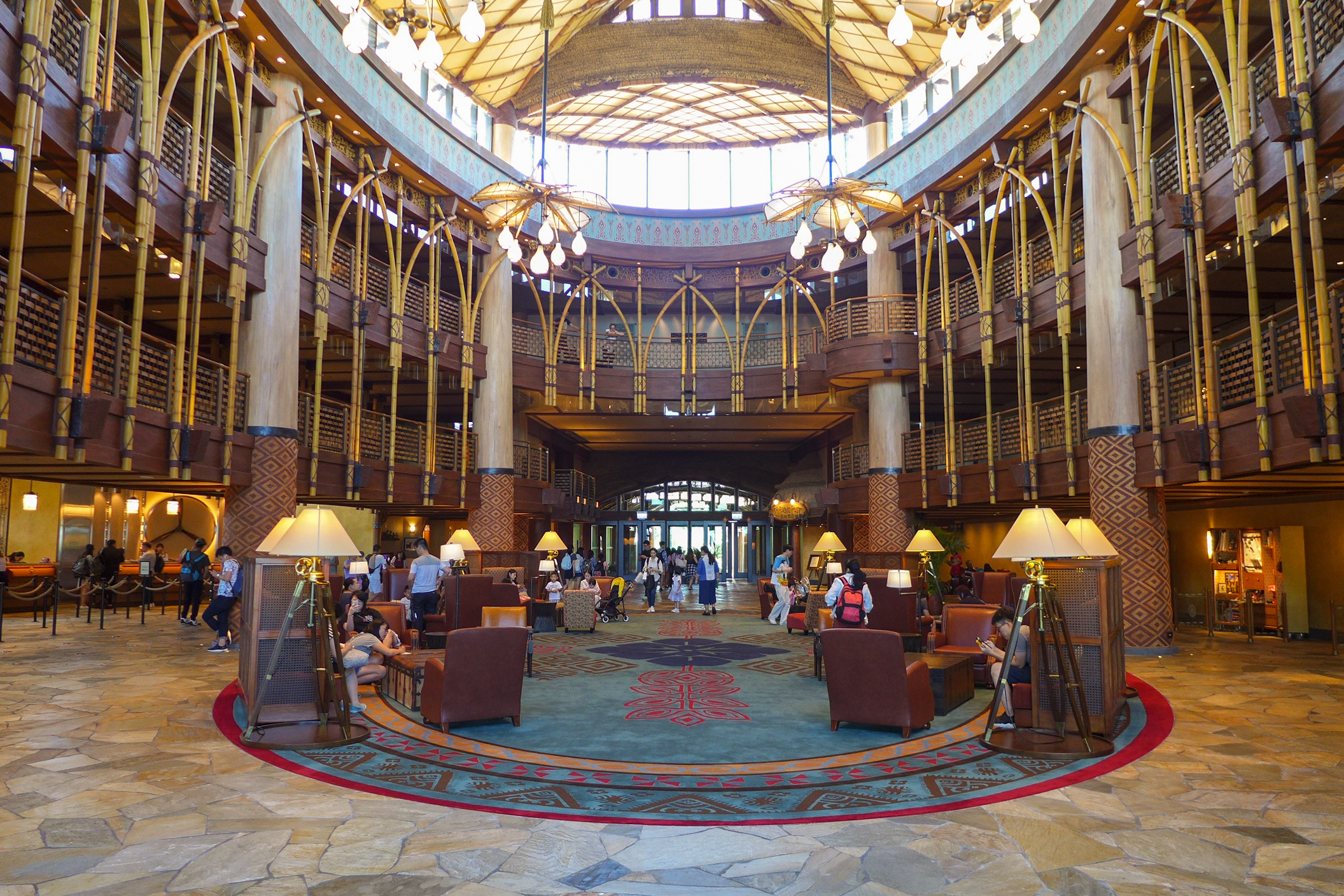
酒店大堂

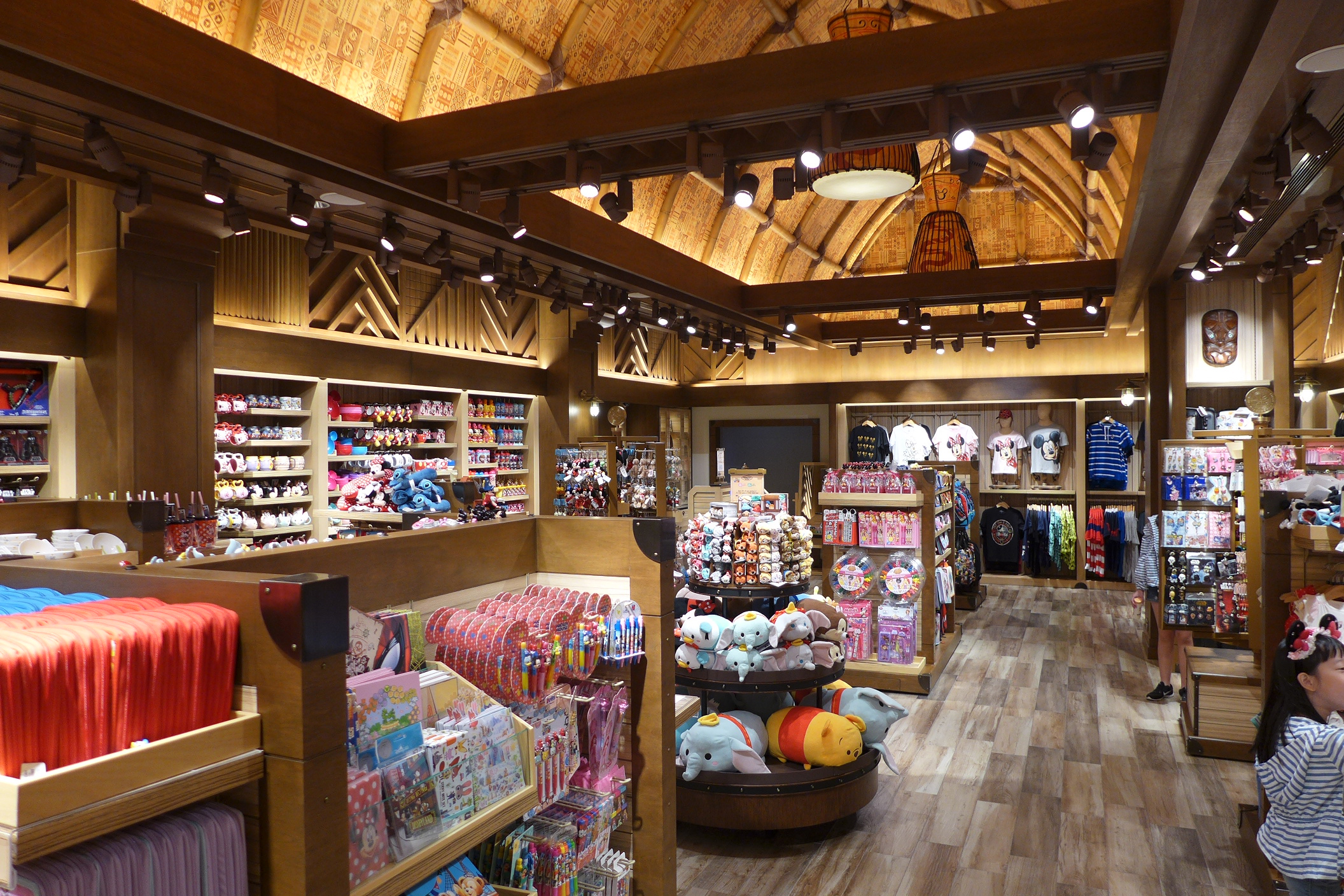
紀念品店「叢林商店」

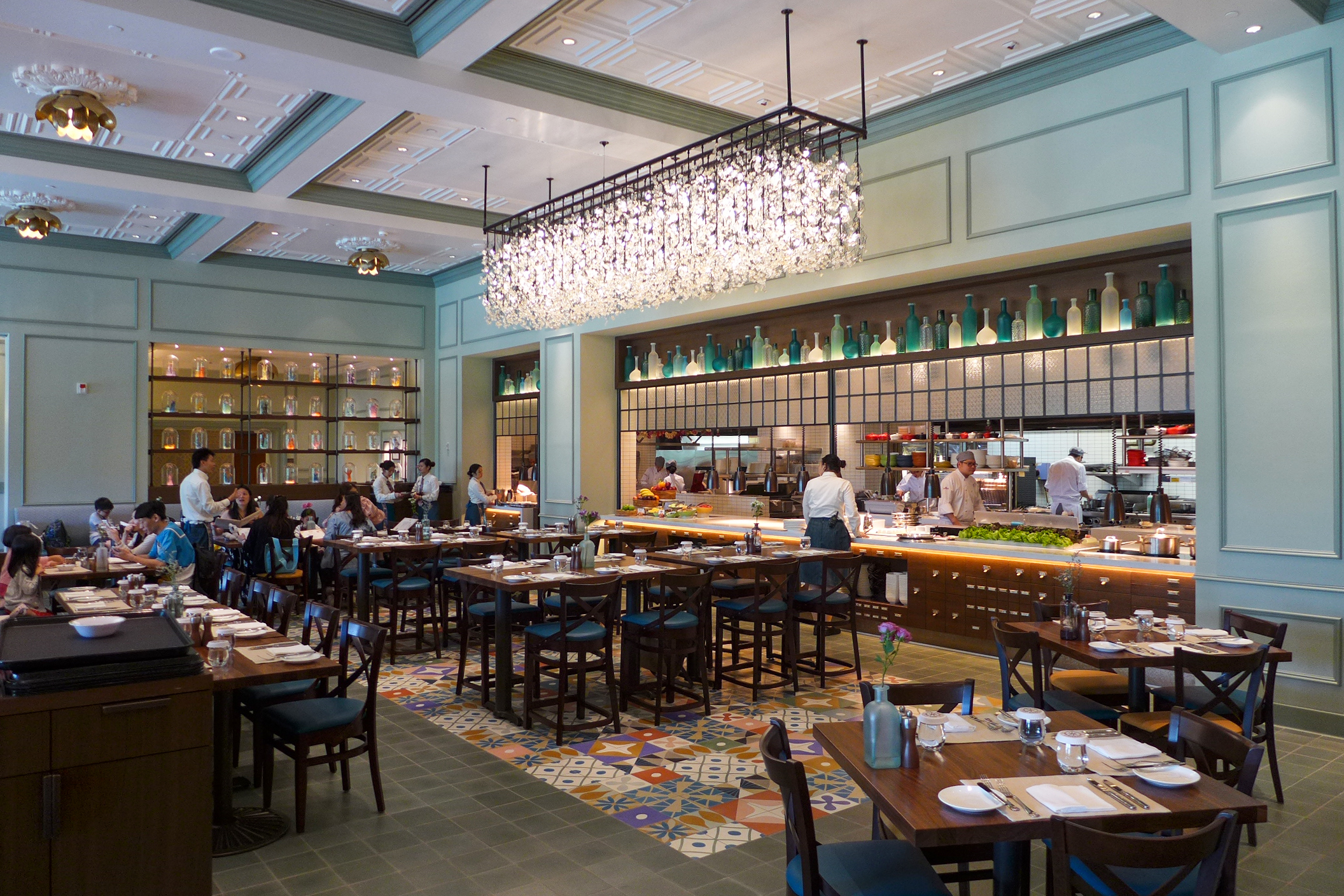
芊彩餐廳

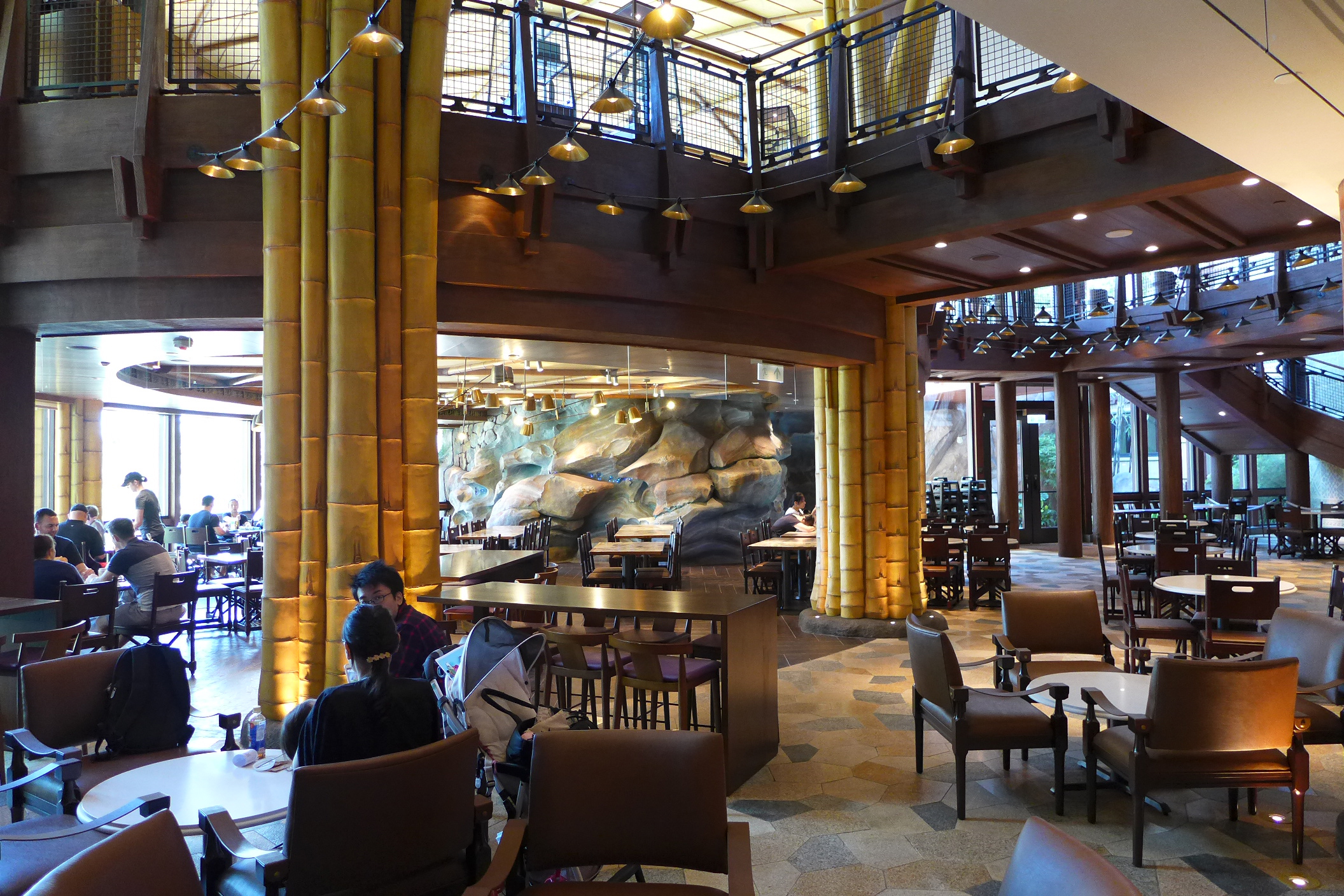
星航圖咖啡廳

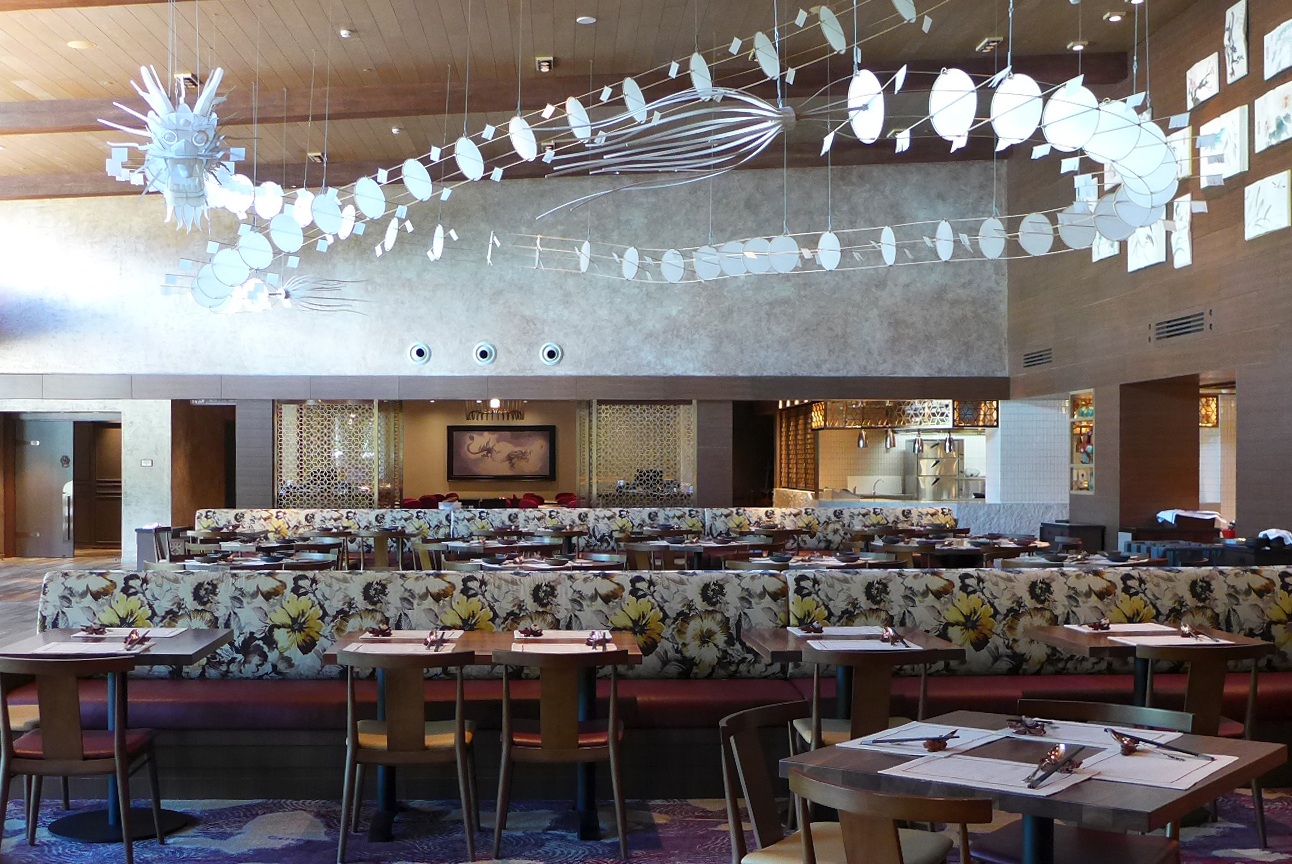
雲龍軒

迪士尼探索家度假酒店（英語：Disney Explorers Lodge）是一間位於香港大嶼山香港迪士尼樂園渡假區的酒店，由香港國際主題樂園有限公司擁有及營運，佔地6.4公頃，建築樓面面積為56,000平方米，樓高7層，設有750間房間，分為4個主題區及內含3間餐廳。迪士尼探索家度假酒店於2015年1月5日動土，分別由香港政府及華特迪士尼公司注資及貸款，總投資額為42億6千3百萬港元，並於2017年4月30日開幕。

## 主題
迪士尼探索家度假酒店的座右銘為“ad explorandum et somniandum” （“勇於探索與夢想”），華特迪士尼幻想工程創意總監李勇表示，迪士尼探索家度假酒店以森林探索為主題，當中又會分為亞細亞、太平洋群島、南美洲及非洲4個主題庭園，分佈四處。迪士尼探索家度假酒店以1920年代初期的探險時代為背景，在世界各地歷險的生涯啟發了4位探險家合力興建了一間酒店，並且在內展示他們畢生旅程中搜羅到的工藝品和標本制品。

## 設施
酒店設有750間房間，其中一間為特別套房，其餘分為園景客房和標準客房兩類，最多可容納4人入住。戶外游泳池名為「雨澄泳池」，位於雨澄花園的末端，毗鄰步行小徑，遠眺坪洲及愉景灣。酒店內亦設紀念品店「叢林商店」。

### 庭園
庭園以亞洲、南美洲、非洲或大洋洲特式四個地區為主題。
- - 小哈頓庭園：揉合了亞洲美麗的自然風光及其文化兼容的獨特風采，種值有四季不同的花叢。以《森林王子》中的大象「哈蒂上校」為主角。
  - 彩鳥古雲庭園：揉合了藝術和自然，種值有南美洲植物，正中央聳立著3棵榕樹，枝上懸掛著許多燈籠，周圍則都是開滿紫色花的藍花楹樹。以《沖天救兵》中的彩鳥「古雲」為主角。
  - 拉飛奇庭園：形造為置身於狩獵的營地或者非洲大草原的景致當中。以《獅子王》中的狒狒「拉飛奇」為主角。
  - 小海龜庭園：播放著海浪聲，草坪設計得像南太平洋的波濤般。以《海底奇兵》中的海龜「阿古」為主角。

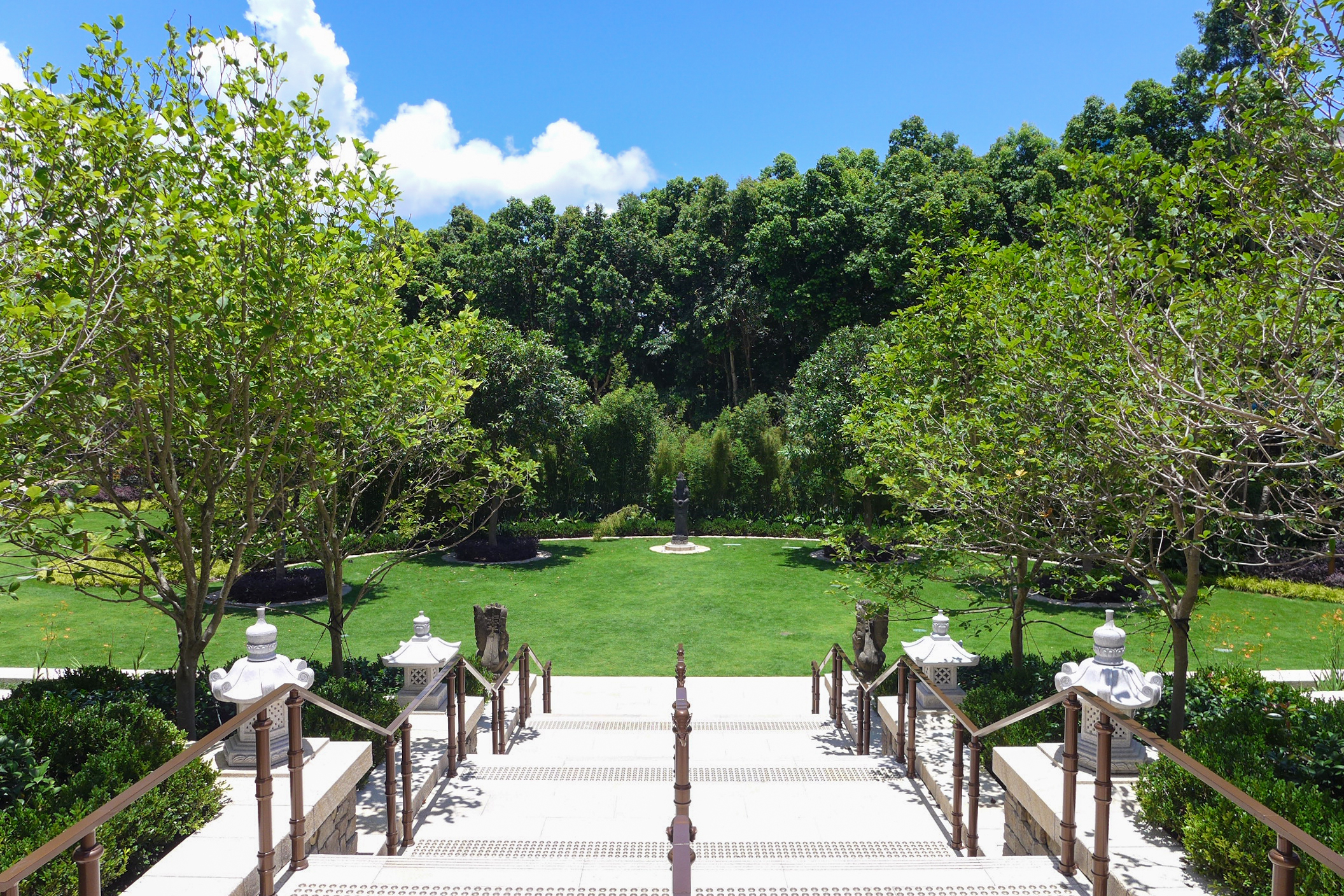
小哈頓庭園
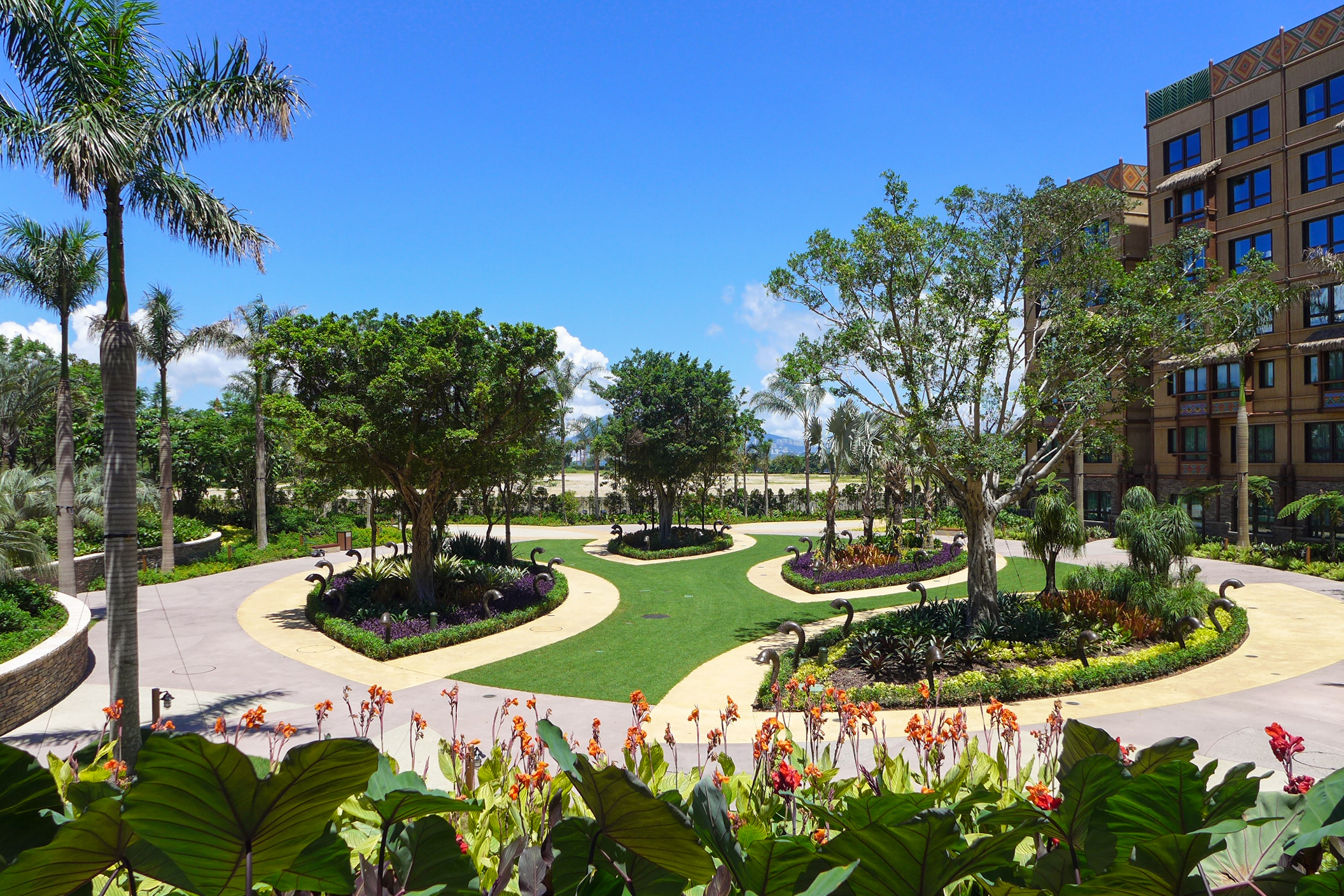
彩鳥古雲庭園
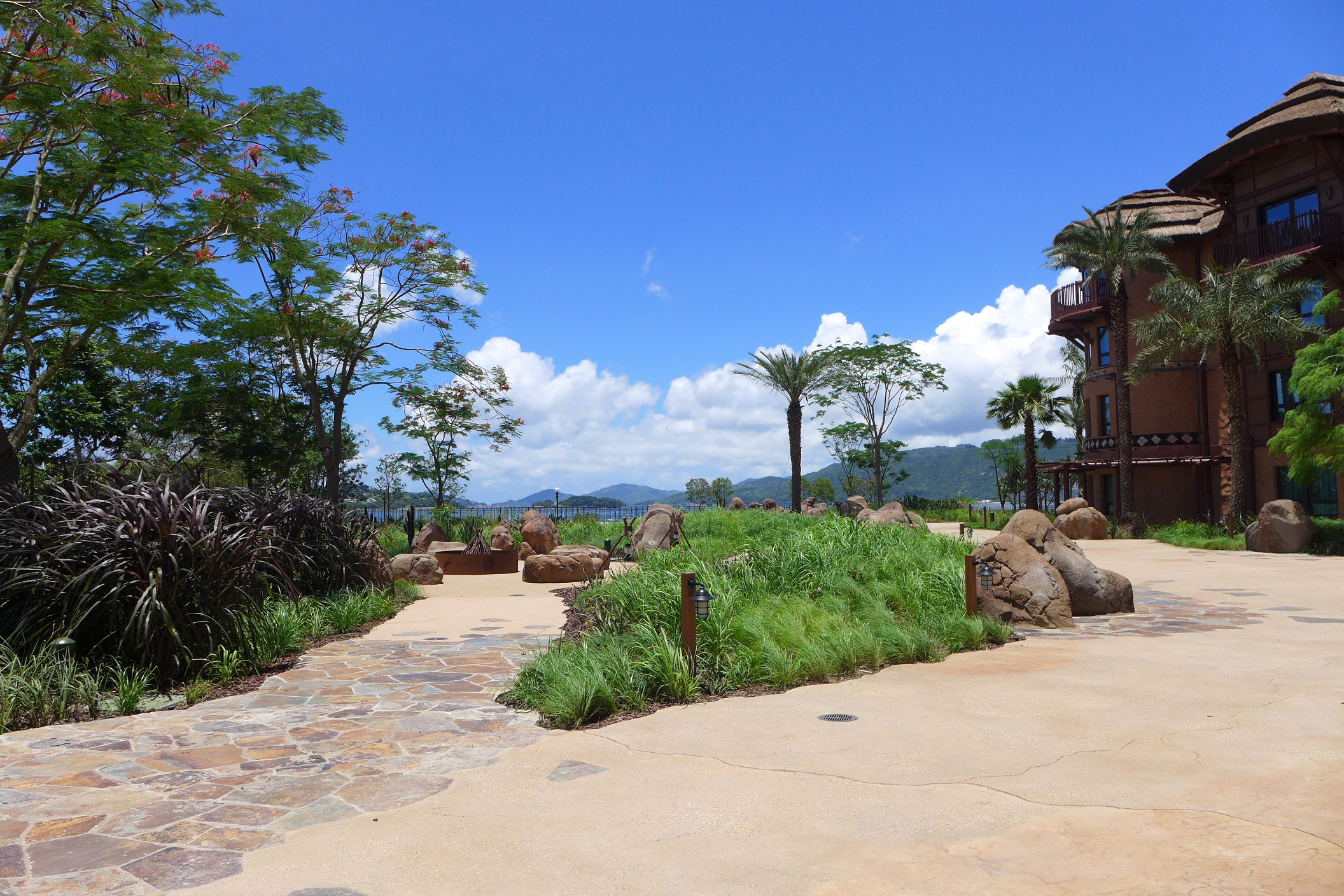
拉飛奇庭園
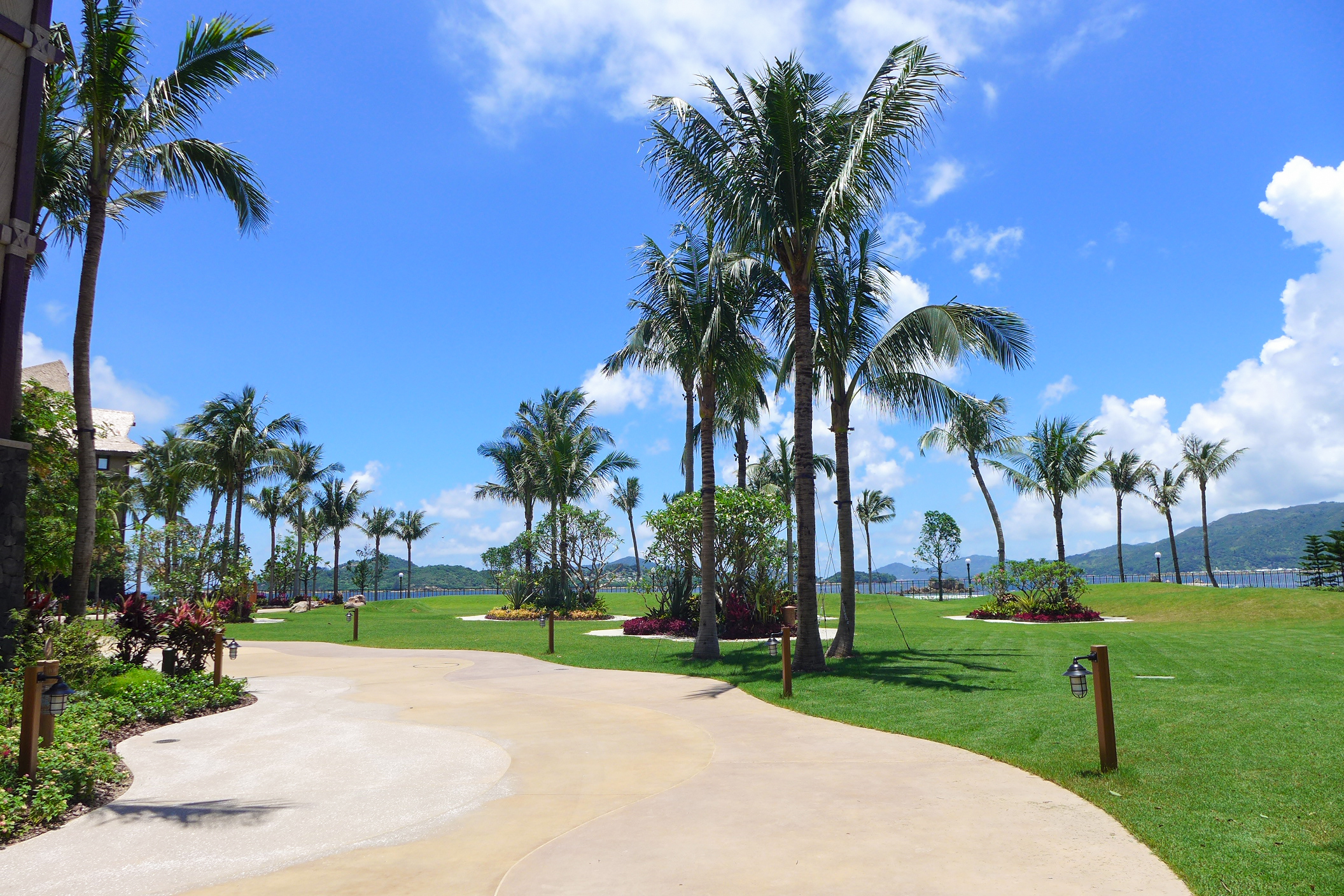
小海龜庭園

### 餐廳
酒店設有三間餐廳分別提供中菜及國際美食。包話「芊彩餐廳」、「星航圖咖啡廳」及「雲龍軒」。

## 歷史
香港迪士尼樂園為了配合新增主題區及擴建後的旅客數量增長，於2013年一直表示有計劃興建第3間主題酒店，只是盈餘不足以獨力承擔。故此，香港迪士尼樂園與香港政府商討有關財務安排，研究了不同的財務安排，包括借貸、由華特迪士尼公司注資或者香港政府融資，大前提是不能夠影響香港政府作為香港迪士尼樂園大股東的地位。
2014年2月24日，立法會經濟發展事務委員會通過支持香港迪士尼樂園興建第3間主題酒店，成本為42億6千3百萬港元。
2015年1月5日，華特迪士尼公司為迪士尼探索家度假酒店舉辦動土儀式，由時任財政司司長曾俊華、商務及經濟發展局局長蘇錦樑、華特迪士尼樂園及度假區亞洲區總裁及董事總經理安明智和香港迪士尼樂園度假區行政總裁金民豪一同主持，並且首度公開迪士尼探索家度假酒店的設計圖。
2017年4月30日，在香港迪士尼樂園度假區演幕人員與第一批入住賓客舉行開幕儀式下，迪士尼探索家度假酒店正式對外開放。
2020年2月3日，受新冠肺炎疫情影響，迪士尼探索家度假酒店關閉直至6月13日重開。

## 財政安排
興建迪士尼探索家度假酒店耗資42億6千3百萬港元，當中17億港元由華特迪士尼公司注資、6億港元由香港迪士尼樂園從營運資金中抽出注資，華特迪士尼公司及香港政府分別提供貸款8億港元及11億5千萬港元。香港政府不會再為迪士尼探索家度假酒店之發展注入新資本，惟會將現時貸款予其與華特迪士尼公司的合營公司的20億港元中的17億港元轉換為股本，致使香港政府在毋須注資下繼續保留大股東之地位。

## 經濟收益
迪士尼探索家度假酒店營運後將會提供600至700個全職職位。